# لورانس بي. جونز
لورانس بي. جونز (بالإنجليزية: Lawrence B. Jones)‏ هو مقدم برامج إذاعية أمريكي، ولد في 10 ديسمبر 1992 في تكساس في الولايات المتحدة.